# Kaden Groves
Kaden Groves (ur. 23 grudnia 1998) – australijski kolarz szosowy i torowy.
Groves jest medalistą mistrzostwa Australii w kolarstwie torowym.

## Osiągnięcia

### Kolarstwo szosowe
Opracowano na podstawie:

2016
- 1. miejsce w mistrzostwach Australii juniorów (start wspólny)

2017
- 1. miejsce na 3. etapie Tour of Fuzhou

2018
- 1. miejsce na 13. etapie Tour of Qinghai Lake
- 3. miejsce w Tour of China II
  - 1. miejsce w klasyfikacji punktowej
- 1. miejsce na 1. etapie Tour of Quanzhou Bay
- 1. miejsce na 5. etapie Tour of Fuzhou

2019
- 1. miejsce na 1. i 3. etapie Le Triptyque des Monts et Châteaux
- 1. miejsce w klasyfikacji punktowej Circuit des Ardennes
  - 1. miejsce na 1. i 4. etapie
- 2. miejsce w Eschborn-Frankfurt U23
- 1. miejsce na 1. etapie Ronde de l’Isard

2020
- 1. miejsce na 3. i 5. etapie Herald Sun Tour
- 1. miejsce na 1. etapie Czech Cycling Tour (jazda drużynowa na czas)

2022
- 1. miejsce w klasyfikacji punktowej Volta Ciclista a Catalunya
  - 1. miejsce na 2. etapie
- 1. miejsce na 2. etapie Presidential Cycling Tour of Turkey
- 3. miejsce w Tour of Estonia
  - 1. miejsce w klasyfikacji punktowej
- 1. miejsce na 11. etapie Vuelta a España

2023
- 1. miejsce na 4. i 6. etapie Volta Ciclista a Catalunya
- 1. miejsce w Volta Limburg Classic
- 1. miejsce na 5. etapie Giro d’Italia
- 1. miejsce na 4. i 5. etapie Vuelta a España

## Rankingi

### Kolarstwo szosowe
| Rok              | 2017  | 2018 | 2019 | 2020 | 2021  | 2022 | 2023 | 2024 |
| ---------------- | ----- | ---- | ---- | ---- | ----- | ---- | ---- | ---- |
| World Ranking    | 2720. | 638. | 443. | 341. | 1151. | 209. | 24.  | 36.  |
| UCI Asia Tour    | 529.  | 56.  |      |      |       |      |      |      |
| UCI Oceania Tour | -     | -    | 23.  | 24.  | 46.   | 14.  | 1.   | -    |
|                  |       |      |      |      |       |      |      |      |
| Źródło: UCI      |       |      |      |      |       |      |      |      |